# The Insect Trust
The Insect Trust sono stati un gruppo musicale statunitense, attivo tra il 1967 e il 1970.

## Storia del gruppo
Si formarono a New York (alcune fonti riportano Hoboken, altre Memphis), nel 1967.
Il nucleo principale della band era costituito dal chitarrista Bill Barth, dal sassofonista Robert Palmer e dalla cantante Nancy Jeffries. Completavano il gruppo un secondo sassofonista (baritono), Trevor Koehler, ed il banjoista Luke Faust, mentre la sezione ritmica non aveva membri fissi, infatti nei due loro unici album troviamo differenti musicisti: tra i sideman che parteciparono alle incisioni con gli insetti, da segnalare i batteristi jazz Elvin Jones e Bernard Purdie.
La loro musica era una combinazione di vari generi musicali: dal jazz al rock, dal blues al bluegrass, dal soul al folk.
Il loro primo album, che prendeva il nome dal quello del gruppo, pur ricevendo ottime recensioni, ebbe scarsissimo successo commerciale.
Il gruppo si sciolse nel 1970, subito dopo la pubblicazione del secondo album.
Nel 1975 Trevor Koehler si uccise, mentre nel 2000 Bill Barth morì per un attacco cardiaco ad Amsterdam. Luke Faust andò a vivere ad Austin, Nancy Jeffries divenne vice presidente della casa discografica Elektra (lavorò come dirigente anche per la A&R Records e la Virgin Records), mentre Robert Palmer, che fu critico musicale per la rivista Rolling Stone ed in seguito giornalista per il The New York Times, morì nel novembre del 1997.
Il nome del gruppo, The Insect Trust, fu ispirato da un romanzo di William Burroughs.

## Discografia
- 1968 - The Insect Trust (Capitol Records)
- 1970 - Hoboken Saturday Night (Atco Records)